# Émile Thomas
Émile Thomas (* 19. März 1843 in Neufchâteau; † 3. Februar 1923 in Douai) war ein französischer Klassischer Philologe. Er unterrichtete an verschiedenen Gymnasien und lehrte von 1881 bis 1913 an der Universität in Douai bzw. in Lille Lateinische Literatur.

## Leben
Émile Thomas, der Sohn eines Gerbers, erwarb den naturwissenschaftlichen Baccalaureat (Baccalauréat ès sciences) und unterrichtete als Hilfslehrer am Lyzeum Louis-le-Grand. Von 1865 bis 1868 studierte er Klassische Philologie an der École normale supérieure in Paris, wo ihn besonders Eugène Benoist prägte. Ab April 1868 unterrichtete er Rhetorik am Lyzeum in Le Puy-en-Velay und wurde dort 1873 zum Professor ernannt. 1874 wechselte er in derselben Stellung nach Chaumont, 1877 nach Amiens und im Juli 1879 nach Troyes. Im selben Jahr begann er auch seine Vorlesungstätigkeit an der Universität Douai. die ihn 1881 zum Titularprofessor ernannt. 1887 wurde er an dieser Universität zum Professor der Lateinischen Literatur ernannt und verließ den Schuldienst. Er wirkte an der Universität, die 1896 nach Lille umzog, bis zu seinem Eintritt in den Ruhestand im August 1913. Thomas war korrespondierendes Mitglied der Académie des Inscriptions et Belles-Lettres.
Thomas beschäftigte sich mit weiten Bereichen der lateinischen Literatur. In seiner Dissertation (1879) behandelte er die handschriftliche Überlieferung von Servius’ Vergil-Kommentar. Anschließend veröffentlichte er kommentierte Editionen von Ciceros Reden Pro Archia poeta (1883) und In Verrem (1886). Es folgte eine kommentierte Übersetzung von Catulls Gedichten (1890), eine Monografie zu Petron, Auswahlausgaben von Ciceros philosophischen, rhetorischen und moralischen Schriften (1896, 1897, 1901), eine Studie zur römischen Geschichte im 1. und 2. Jahrhundert n. Chr. (1897) und eine Studie zur Textkritik des Tacitus (1903).

## Schriften (Auswahl)
- Scoliastes de Virgile Essai sur Servius et son commentaire sur Virgile, d’après les manuscrits de Paris et les publications les plus récentes. Avec la liste et la description des manuscrits de Paris, l’indication des principaux manuscrits étrangers; la liste et l’appréciation des principales éditions; et un tableau général des scolies sur Virgile. Paris 1879 (Dissertation)
- Discours de Cicéron pour le poète Archias. Paris 1883
- Cicéron. Discours contre Verres. Paris 1886
- Catulle. Les Poésies. Paris 1890
- Pétrone. L’envers de la société romaine. Paris 1892
- Cicéron. Morceaux choisis tirés des Traités philosophiques. Paris 1896
- Cicéron. Morceaux choisis tirés des Traités de rhétorique. Paris 1897
- Rome et l’Empire aux deux premiers siècles. Paris 1897
- Cicéron. Extraits des Œuvres morales. Paris 1901
- La critique de Tacite. Paris 1903